# M1923 Christie
J. Walter Christie az 1920-as években keréken is használható, úszásképes harckocsikat tervezett. Több működőképes modellt állított elő. Az 1921-es modell már minden fő elemében megegyezik az M1923 Christie néven sorozatgyártásra kerülő járművel, és ez az egyik legelső úszásképes, fegyverzettel ellátott páncélos jármű.
A Christie-féle különleges és egyedi futóműtervek nagyrészt abból a körülményből adódtak, hogy lánctalp nélküli üzemmódban használható eszközökben gondolkodott. Az M1923 tulajdonképpen négytengelyes önhordó alvázra szerelt doboz. Láncos üzemmódban a két hátsó kerék kapta a meghajtást, lánc nélkül ezeket egy hajtásláncon keresztül összekötötték az előtte lévő tengely kerekeivel. Figyelemre méltó a több mint 6 tonnás jármű 48 km/h-s csúcssebessége, de még inkább a vízben elért 12 km/h-s sebessége, amely gyakorlatilag megegyezik a mai úszásképes harckocsik vízben elért sebességével. Ezt két független hajócsavar alkalmazásával érték el.

## Egyéb adatai
- Hasmagasság: 0,27 m
- Árokáthidaló képesség: 2,1 m
- Üzemanyagtartály: 190 l